# Сјеница
Сјеница је градско насеље у Србији и седиште истоимене општине у Златиборском управном округу. Према попису из 2022. било је 12.989 становника. Данашњи град се развио из средњовековног трга и караванске станице Сенице на Дринском путу. Налазио се у жупи Сјеница и у њој је био један од дворова Немањића у средњовековној Србији.

## Географија
Сјеница се налази на западу Рашке области или Санџака. Налази се на путу Нови Пазар—Сјеница—Нова Варош који спаја Ибарску магистралу са Златиборском магистралом па има добре саобраћајне везе са истоком и западом Санџака.
Општина Сјеница се граничи са шест општина, и то Новим Пазаром, Тутином, Бијелим Пољем (Црна Гора), Пријепољем, Новом Вароши и Ивањицом. Површина општине је 1.059 km2.
Као посебне мање природно-географске целине истичу се Пештерска висораван и Сјеничка котлина. Нижи део Пештерске висоравни је Пештерско поље по којем је некада текла понорница Бороштица па је и по томе ово поље слично крашким пољима. Просечна надморска висина Пештерске висоравни је између 1.100 и 1.200 m. Сјеничку котлину чине њен обод и Сјеничко поље које има нижу надморску висину за 100 до 150 m од Пештерске висоравни. У овом делу се налази градско насеље.
Најнижи делови ове општине су Куманица на обали Лима 480 m, граница сјеничке и новопазарске општине у Белим водама 520480 m и у ушће реке Кладнице у Увац 905 m надморске висине. Цео простор је скоро ограђен планинама Голијом, Јавором, Златаром, Јадовником, Гиљевом, Жилиндаром, Нинајом, Тројаном, Сухаром.
На Пештерској висоравни присутне су специфичне хидрометеоролошке карактеристике па се због тога појављују екстремно ниске температуре и лети и зими. Тако је у граду Сјеници 26. јануара 1954. године забележена температура од минус 38,3 °C, док је 17. јуна 1989. године пао снег висине 15–20 cm. По брежуљцима око Сјеници пао је снег и 31. маја 1996. године. Слане се појављују и у јулу као што се то десило 12. јула 1935. године и 10. јула 1998. године, док су честе у јуну и августу.

### Клима
Сјеница је и у Европи позната као веома хладан крај, па се у зимским данима често убраја у хладнија места Европе. Комплекс Пештерске висоравни је претежно планинског карактера. Године 2005. измерена је најнижа температура од -35 °C. У односу на све остале градове у Србији, Сјеница је један најхладнијих. Температура се мери на једном узвишењу изнад града (Радишића брдо), с обзиром да је у питању узвишење, многи не узимају у обзир да је у граду неколико степени нижа температура од оне која се мери у метеоролошкој станици.

## Историја
Сјеница се први пут помиње 1253. године у повељи краља Уроша Немањића као место на дубровачком друму, где су пристајали и плаћали царину дубровачки трговци. У сјеничком крају се налази место Царичина где је био летњиковац царице Јелене, супруге цара Стефана Душана. Ослобођење Сјенице Срби су покушали током Великог турског рата, између 1688. и 1690, као и 1737. године, оба пута у сарадњи са аустријском војском. Због свог геостратешког и политичког положаја у 19. веку Сјеница је сматрана веома важном тачком, па су према њој биле усмераване војне операције, тако је било и у Првом српском устанку којим је руководио Карађорђе Петровић. На Ђурђевдан 1809. године, Карађорђеви устаници су боравили у Сјеници и делимично је ослободили од Турака. Сјеница им је била успутна станица на путу ка Новом Пазару и Рогозни.
Средином 19. века, у време великих управних реформи, Сјеница је почела да добија на значају као место у којем су често боравили тадашњи новопазарски кајмаками и санџакбегови. Посебан Сјенички санџак (тур. Seniçe sancağı) настао је 1902. године, након преуређења Новопазарског санџака, које је извршено на тај начин што су југоисточне казе овог санџака припојене суседним санџацима (Приштинском и Пећком) док је од преостале четири казе (Сјеница, Бијело Поље, Нова Варош и Вранеш—Доњи Колашин), створен посебан Сјенички санџак, који се на истоку граничио са Приштинским, на југу са Пећким и на западу са Пљеваљским санџаком.
Усни-паша је 1905. основао ћилимарску школу, а за учитељицу је довео Јерменку из Анадолије, где су прво подучаване персијске шаре. Школа је 1938. имала 30 ученица.
Године 1906. у Сјеници је у православној цркви и новој школи прослављена школска слава Савиндан. Службовао је парох, поп Јосиф Балшић, а беседу светосавску изговорио учитељ и управитељ српске школе Сава Клинић. Домаћин славе био је те године Јера Букумирић а прихватио се за следећу годину Тома Секулић. Током славе скупљен је велики прилог за завршетак школске зграде. Митрополит Нићифор је дао пет златника наполеона а приложници из Гњилана, Приштине и Вучитрна послали су још 1570 гроша.
У то време, на подручју Сјеничког санџака укрштали су се супротни интереси Турске, Аустроугарске, Србије и Црне Горе, тако да је и сама Сјеница добила на значају, што је дошло до изражаја и током Анексионе кризе (1908—1909).
На почетку Првог балканског рата у јесен 1912. године, целокупно подручје Сјеничког санџака ослободиле су војске Србије и Црне Горе. Сам град Сјеница ослобођен је 24. октобра 1912. од стране српске војске. Према споразуму између савезничких држава, већи део Сјеничког санџака, укључујући и сам град Сјеницу, припао је Србији, док је мањи део припао Црној Гори. Коначна гранична линија утврђена је посебним споразумом о разграничењу између Србије и Црне Горе од 12. новембра 1913. године.
Зграда среског начелства, „једна од највећих у Санџаку”, изгорела је рано ујутро 8. јануара 1938. Крајем Другог светског рата снаге Народноослободилачке војске Југославије су ослободиле Сјеницу 12. децембра 1944. године.

## Привреда
Од познатијих привредних организација су: Фабрика латекса и женске модне конфекције „Санатекс, „Весна”, Рудник угља „Штаваљ”, Пољопривредно-шумарски комбинат „Пештер” који се бави ратарском и сточарском производњом, као и откупом пољопривредних производа. Пештерска висораван је познато по својим предиспозицијама за одгој оваца и говеда, од којих се производи цењен сјенички сир и качкаваљ.

## Демографија
У насељу Сјеница живи 10.578 пунолетних становника, а просечна старост становништва износи 36,1 година (35,7 код мушкараца и 36,6 код жена).
Становништво у овом насељу је мешовито уз бошњачку већину (према попису из 2011), а на последњем попису примећен је пад у броју становника.
|             | \| Демографија[8] \| Демографија[8] \| Демографија[8] \| \| Година \| Становника \| Становника \| \| -------------- \| -------------- \| -------------- \| \| 1948. \| 3.805 \| \| \| 1953. \| 4.478 \| \| \| 1961. \| 5.124 \| \| \| 1971. \| 8.552 \| \| \| 1981. \| 11.136 \| \| \| 1991. \| 14.445 \| 14.055 \| \| 2002. \| 13.161 \| 15.648 \| \| 2011. \| 14.060 \| \| |            |
| Демографија | |            |
| Година      | Становника | Становника |
| 1948.       | 3.805 |            |
| 1953.       | 4.478 |            |
| 1961.       | 5.124 |            |
| 1971.       | 8.552 |            |
| 1981.       | 11.136 |            |
| 1991.       | 14.445 | 14.055     |
| 2002.       | 13.161 | 15.648     |
| 2011.       | 14.060 |            |

| Етнички састав према попису из 2011.‍ | Етнички састав према попису из 2011.‍ | Етнички састав према попису из 2011.‍ | Етнички састав према попису из 2011.‍ | Етнички састав према попису из 2011.‍ |
| ------------------------------------ | ------------------------------------ | ------------------------------------ | ------------------------------------ | ------------------------------------ |
|                                      |                                      |                                      |                                      |                                      |
| Бошњаци                              | Бошњаци                              |                                      | 10.710                               | 76,17%                               |
| Срби                                 | Срби                                 |                                      | 2.127                                | 15,12%                               |
| Муслимани                            | Муслимани                            |                                      | 947                                  | 6,73%                                |
| Роми                                 | Роми                                 |                                      | 93                                   | 0,66%                                |
| Горанци                              | Горанци                              |                                      | 12                                   | 0,08%                                |
| Црногорци                            | Црногорци                            |                                      | 12                                   | 0,08%                                |
| Албанци                              | Албанци                              |                                      | 11                                   | 0,07%                                |
| Југословени                          | Југословени                          |                                      | 10                                   | 0,07%                                |
| Хрвати                               | Хрвати                               |                                      | 6                                    | 0,04%                                |
| Македонци                            | Македонци                            |                                      | 3                                    | 0,02%                                |
| Словенци                             | Словенци                             |                                      | 1                                    | 0,01%                                |
| Украјинци                            | Украјинци                            |                                      | 1                                    | 0,01%                                |
| Остали                               | Остали                               |                                      | 34                                   | 0,24%                                |
| Регионална припадност                | Регионална припадност                |                                      | 2                                    | 0,01%                                |
| Неизјашњени                          | Неизјашњени                          |                                      | 19                                   | 0,13%                                |
| Непознато                            | Непознато                            |                                      | 70                                   | 0,49%                                |
| укупно: 14.060                       |                                      |                                      |                                      |                                      |

| Етнички састав према попису из 2002.‍ | Етнички састав према попису из 2002.‍ | Етнички састав према попису из 2002.‍ | Етнички састав према попису из 2002.‍ | Етнички састав према попису из 2002.‍ |
| ------------------------------------ | ------------------------------------ | ------------------------------------ | ------------------------------------ | ------------------------------------ |
|                                      |                                      |                                      |                                      |                                      |
| Бошњаци                              | Бошњаци                              |                                      | 10.107                               | 76,79%                               |
| Срби                                 | Срби                                 |                                      | 2.612                                | 19,84%                               |
| Муслимани                            | Муслимани                            |                                      | 320                                  | 2,43%                                |
| Остали                               | Остали                               |                                      | 122                                  | 0,92%                                |
| укупно: 13.161                       |                                      |                                      |                                      |                                      |

| \| \| м \| \| \| ж \| \| ? \| 38 \| \| \| 45 \| \| 80+ \| 60 \| \| \| 71 \| \| 75—79 \| 76 \| \| \| 100 \| \| 70—74 \| 159 \| \| \| 193 \| \| 65—69 \| 239 \| \| \| 235 \| \| 60—64 \| 254 \| \| \| 314 \| \| 55—59 \| 302 \| \| \| 287 \| \| 50—54 \| 453 \| \| \| 417 \| \| 45—49 \| 493 \| \| \| 533 \| \| 40—44 \| 481 \| \| \| 511 \| \| 35—39 \| 433 \| \| \| 505 \| \| 30—34 \| 353 \| \| \| 462 \| \| 25—29 \| 441 \| \| \| 496 \| \| 20—24 \| 533 \| \| \| 520 \| \| 15—19 \| 606 \| \| \| 552 \| \| 10—14 \| 613 \| \| \| 584 \| \| 5—9 \| 457 \| \| \| 475 \| \| 0—4 \| 455 \| \| \| 415 \| \| Просек : \| 33,4 \| \| \| 34,4 \| |      |  |  |      |
| |      |  |  |      |
| | м    |  |  | ж    |
| ? | 38   |  |  | 45   |
| 80+ | 60   |  |  | 71   |
| 75—79 | 76   |  |  | 100  |
| 70—74 | 159  |  |  | 193  |
| 65—69 | 239  |  |  | 235  |
| 60—64 | 254  |  |  | 314  |
| 55—59 | 302  |  |  | 287  |
| 50—54 | 453  |  |  | 417  |
| 45—49 | 493  |  |  | 533  |
| 40—44 | 481  |  |  | 511  |
| 35—39 | 433  |  |  | 505  |
| 30—34 | 353  |  |  | 462  |
| 25—29 | 441  |  |  | 496  |
| 20—24 | 533  |  |  | 520  |
| 15—19 | 606  |  |  | 552  |
| 10—14 | 613  |  |  | 584  |
| 5—9 | 457  |  |  | 475  |
| 0—4 | 455  |  |  | 415  |
| Просек : | 33,4 |  |  | 34,4 |

| Година пописа     | 1948. | 1953. | 1961. | 1971. | 1981. | 1991. | 2002. |
| ----------------- | ----- | ----- | ----- | ----- | ----- | ----- | ----- |
| Број домаћинстава | 793   | 883   | 1.076 | 2.052 | 2.659 | 3.532 | 3.643 |

| Број чланова      | 1   | 2   | 3   | 4   | 5   | 6   | 7   | 8  | 9  | 10 и више | Просек |
| ----------------- | --- | --- | --- | --- | --- | --- | --- | -- | -- | --------- | ------ |
| Број домаћинстава | 389 | 669 | 596 | 905 | 681 | 267 | 100 | 20 | 12 | 4         | 3,61   |

| Пол    | Укупно | Неожењен/Неудата | Ожењен/Удата | Удовац/Удовица | Разведен/Разведена | Непознато |
| ------ | ------ | ---------------- | ------------ | -------------- | ------------------ | --------- |
| Мушки  | 4.921  | 1.645            | 3.058        | 146            | 42                 | 30        |
| Женски | 5.241  | 1.411            | 3.134        | 573            | 95                 | 28        |
| УКУПНО | 10.162 | 3.056            | 6.192        | 719            | 137                | 58        |

| Пол    | Укупно                    | Пољопривреда, лов и шумарство | Рибарство                            | Вађење руде и камена | Прерађивачка индустрија       |
| ------ | ------------------------- | ----------------------------- | ------------------------------------ | -------------------- | ----------------------------- |
| Мушки  | 1.926                     | 221                           | 0                                    | 196                  | 335                           |
| Женски | 1.724                     | 56                            | 0                                    | 27                   | 1.038                         |
| Укупно | 3.650                     | 277                           | 0                                    | 223                  | 1.373                         |
|        |                           |                               |                                      |                      |                               |
| Пол    | Производња и снабдевање   | Грађевинарство                | Трговина                             | Хотели и ресторани   | Саобраћај, складиштење и везе |
| Мушки  | 59                        | 78                            | 148                                  | 87                   | 241                           |
| Женски | 13                        | 11                            | 120                                  | 25                   | 22                            |
| Укупно | 72                        | 89                            | 268                                  | 112                  | 263                           |
|        |                           |                               |                                      |                      |                               |
| Пол    | Финансијско посредовање   | Некретнине                    | Државна управа и одбрана             | Образовање           | Здравствени и социјални рад   |
| Мушки  | 13                        | 16                            | 197                                  | 138                  | 75                            |
| Женски | 11                        | 9                             | 67                                   | 150                  | 126                           |
| Укупно | 24                        | 25                            | 264                                  | 288                  | 201                           |
|        |                           |                               |                                      |                      |                               |
| Пол    | Остале услужне активности | Приватна домаћинства          | Екстериторијалне организације и тела | Непознато            | Непознато                     |
| Мушки  | 19                        | 0                             | 0                                    | 103                  | 103                           |
| Женски | 17                        | 0                             | 0                                    | 32                   | 32                            |
| Укупно | 36                        | 0                             | 0                                    | 135                  | 135                           |

## Образовање
У Сјеници постоје две основне школе:
- Основна школа „Светозар Марковић”
- Основна школа „12. децембар”

Такође су присутне и две средње школе:
- Гимназија „Јездимир Ловић”
- Техничка школа

## Познати Сјеничани
- Амар Гарибовић — скијаш
- Асмир Колашинац — атлетичар
- Војин Поповић — војвода
- Велимир Прелић — четник
- Елвира Рахић — певачица
- Миланко Петровић — биатлонац
- Муамер Хукић — боксер
- Радојко Аврамовић — фудбалер
- Радоман Кањевац — песник
- Сенад Хаџифејзовић — новинар
- Србислав Букумировић — информатичар
- Хасан Звиздић — командант
- Шеки Бихорац — певач
- Шеки Турковић — певач

## Партнерски градови
- Картал (Турска)
- Наксков (Данска)

## Галерија
- Поглед на Сјеницу са Коритника.